# Robert E. M. Hedges
Robert Ernest Mortimer Hedges est un archéologue et universitaire britannique.

## Biographie
Né en 1944, Hedges fréquente la High Wycombe Royal Grammar School (1955-1961)  et étudie pour son doctorat en philosophie à l'Université de Cambridge. Il est nommé membre du St Cross College de l'Université d'Oxford et travaille à l'Université d'Oxford depuis au moins 1994, date à laquelle il est renommé maître de conférences en archéologie "du 1er novembre 1994 jusqu'à l'âge de la retraite".
Les recherches de Hedges concernent des études archéologiques des anciens régimes alimentaires humains et animaux et des environnements découverts sur les sites archéologiques. Il reçoit l'une des médailles royales de la Royal Society pour 2008, pour sa contribution au développement rapide de la spectrométrie de masse par accélérateur et des techniques de datation au radiocarbone.
En 2009, un festschrift est organisé en l'honneur de Hedges pour marquer sa retraite en tant que directeur adjoint du Laboratoire de recherche pour l'archéologie et l'histoire de l'art. Depuis 2012, il est professeur de sciences archéologiques à l'École d'archéologie et membre émérite de St Cross,.